# العلاقات السنغالية المارشالية
العلاقات السنغالية المارشالية هي العلاقات الثنائية التي تجمع بين السنغال وجزر مارشال.

## مقارنة بين البلدين
هذه مقارنة عامة ومرجعية للدولتين:
| وجه المقارنة                                              | السنغال                                              | جزر مارشال                     |
| --------------------------------------------------------- | ---------------------------------------------------- | ------------------------------ |
| المساحة (كم2)                                             | 196.72 ألف                                           | 181                            |
| عدد السكان (نسمة)                                         | 15.85 مليون                                          | 53.13 ألف                      |
| الكثافة السكانية (ن./كم²)                                 | 80.57                                                | 29.35 ألف                      |
| العاصمة                                                   | داكار                                                | ماجورو                         |
| اللغة الرسمية                                             | لغة فرنسية، اللغة الولوفية، باديارا ‏، اللغة البلنتية | لغة إنجليزية، اللغة المارشالية |
| العملة                                                    | فرنك غرب أفريقي                                      | دولار أمريكي                   |
| الناتج المحلي الإجمالي (بليون دولار)                      | 16.37 مليار                                          | 199.40 مليون                   |
| الناتج المحلي الإجمالي (تعادل القوة الشرائية) بليون دولار | 36.62 مليار                                          | 207.25 مليون                   |
| الناتج المحلي الإجمالي الاسمي للفرد دولار أمريكي          | 899                                                  | 3.38 ألف                       |
| الناتج المحلي الإجمالي للفرد دولار أمريكي                 | 2.33 ألف                                             | 3.80 ألف                       |
| مؤشر التنمية البشرية                                      | 0.466                                                |                                |
| رمز المكالمات الدولي                                      | +221                                                 | +692                           |
| رمز الإنترنت                                              | .sn                                                  | .mh                            |
| المنطقة الزمنية                                           | 00                                                   | ت ع م+12:00                    |

## منظمات دولية مشتركة
يشترك البلدان في عضوية مجموعة من المنظمات الدولية، منها:
| علم المنظمة | اسم المنظمة                                 | تاريخ انضمام السنغال | تاريخ انضمام جزر مارشال |
| ----------- | ------------------------------------------- | -------------------- | ----------------------- |
|             | البنك الدولي للإنشاء والتعمير               | 31 أغسطس 1962        | 21 مايو 1992            |
|             | يونسكو                                      | 10 نوفمبر 1960       | 30 يونيو 1995           |
|             | الاتحاد الدولي للاتصالات                    | 15 نوفمبر 1960       | 22 فبراير 1996          |
|             | مؤسسة التمويل الدولية                       | 31 أغسطس 1962        | 23 سبتمبر 1992          |
|             | منظمة الشرطة الجنائية الدولية               | ?                    | ?                       |
|             | مؤسسة التنمية الدولية                       | 31 أغسطس 1962        | 19 يناير 1993           |
|             | الأمم المتحدة                               | 28 سبتمبر 1960       | 17 سبتمبر 1991          |
|             | مجموعة دول أفريقيا والكاريبي والمحيط الهادئ | ?                    | ?                       |
|             | منظمة حظر الأسلحة الكيميائية                | ?                    | ?                       |

## وصلات خارجية
- موقع وزارة الخارجية السنغالية